# Ed van den Heuvel

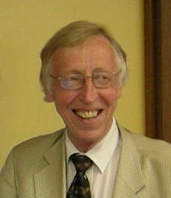
Ed van den Heuvel (2007)

Edward „Ed“ P. J. van den Heuvel (* 2. November 1940 in Soest) ist ein niederländischer Astrophysiker, bekannt für die Beobachtung des Nachglühens von Gammablitzen. Er ist Professor am Astronomie-Institut Anton Pannekoek der Universität Amsterdam.

## Leben
Er studierte Mathematik, Physik und Astronomie an der Universität Utrecht mit der Promotion 1968 über die Rotation von Sternen. Außer an der Universität Amsterdam war er unter anderem an der University of California, Santa Barbara (1991), der Universität Utrecht, dem Institute for Advanced Study und der Freien Universität Brüssel.
Mit dem italienisch-niederländischen BeppoSAX Röntgen-Satelliten, der 1996 bis 2002 operierte, gelang ihm die Aufklärung der Ursprünge von Gammastrahlblitzen. Sie fanden, dass sie aus fernen Galaxien stammten und wahrscheinlich mit der Entstehung Schwarzer Löcher aus sehr massiven Sternen in der Frühzeit des Kosmos zusammenhängen.  Neben Gammastrahlblitzen befasst er sich mit der Astronomie kompakter Objekte wie Neutronensternen, weißen Zwergen in Doppelsternsystemen und Schwarzen Löchern.
1995 erhielt er den Spinoza-Preis und 2002 mit dem von ihm geleiteten BeppoSAX-Team, das die Ursprünge von Gammastrahlenblitzen aufklärte, den mit 500.000 Euro dotierten Descartes-Preis. Er ist Ehrendoktor der Katholischen Universität Löwen.  Er ist Mitglied der Königlich Niederländischen Akademie der Wissenschaften (1982), der Academia Europaea (1992) und Ehrenmitglied der Indian Academy of Sciences. Er ist Ritter des Ordens vom Niederländischen Löwen. Er ist Mitglied der Royal Astronomical Society und Ehrenmitglied des University Center for Astronomy and Astrophysics (IUCAA) in Pune.
Zu seinen Doktoranden zählt Michiel van der Klis. Der Asteroid des inneren Hauptgürtels (3091) van den Heuvel ist nach ihm benannt.

## Schriften
- mit Jan van Paradijs: X-ray binaries, Scientific American November 1993
- mit Herbert Gursky: X-ray emitting double stars, Scientific American März 1975
- Herausgeber mit Walter H. G. Lewin: Accretion-driven stellar x-ray sources, Cambridge University Press 1983
- Herausgeber mit R. A. M. J. Wijers: The restless high energy universe, Proc. 2. BeppoSAX Conference, Amsterdam 2003, Elsevier 2004